# Kylie: Showgirl
Kylie: Showgirl là DVD trực tiếp của ca sĩ nhạc pop người Úc Kylie Minogue, được thu hình tại tour lưu diễn Showgirl: The Greatest Hits Tour của cô vào ngày 6 tháng 5 năm 2005 ở Earls Court Exhibition Centre, London, Anh, và được phát hành bởi hãng EMI vào ngày 25 tháng 11 năm 2005 tại châu Âu.

## Danh sách ca khúc
- "Overture"
- "Better the Devil You Know"
- "In Your Eyes"
- "Giving You Up"
- "On a Night Like This"
- "Shocked"
- "What Do I Have to Do?"
- "Spinning Around"
- "In Denial"
- "Je Ne Sais Pas Pourquoi"
- "Confide in Me"
- "Red Blooded Woman"/"Where the Wild Roses Grow"
- "Slow"
- "Please Stay"
- "Over the Rainbow"
- "Come into My World"
- "Chocolate"
- "I Believe in You"
- "Dreams"
- "Hand on Your Heart"
- "The Loco-Motion"
- "I Should Be So Lucky"
- "Your Disco Needs You"
- "Put Yourself in My Place"
- "Can't Get You Out of My Head"
- "Especially for You"
- "Love at First Sight"

### Kèm theo
- Đằng sau Lông vũ – bộ phim tài liệu hậu trường
- Kiểu xem đa góc
- Những tính năng đặc biệt dành cho máy tính

## Xếp hạng và chứng nhận
Năm 2005, Kylie: Showgirl đã nhận chứng nhận 3 lần Bạch kim tại Úc bởi hiệp hội Australian Recording Industry Association, và trở thành DVD thứ 10 bán chạy nhất tại quốc gia này. Năm 2006, DVD đã được tiếp tục được chứng nhận Bạch kim lần thứ 4.
| Bảng xếp hạng(2005)       | Vị trí |
| ------------------------- | ------ |
| Australian ARIA DVD Chart | 1      |
| UK DVD Chart              | 2      |
| Austrian DVD Chart        | 6      |
| German DVD Chart          | 7      |
| Canadian DVD Chart        | 9      |
| Belgian DVD Chart         | 10     |

## Chi tiết phát hành
| Quốc gia | Ngày phát hành       | Hãng đĩa    | Định dạng | Mã hàng  |
| -------- | -------------------- | ----------- | --------- | -------- |
| Anh      | 28 tháng 11 năm 2005 | EMI         | DVD       | 3433519  |
| Anh      | 28 tháng 11 năm 2005 | EMI         | UMD       | 3433516  |
| Úc       | 9 tháng 12 năm 2005  | EMI         | DVD       | -        |
| Nhật Bản | 21 tháng 12 năm 2005 | Toshiba/EMI | DVD       | TOBW3270 |
| Brazil   | Tháng 4 năm 2007     | EMI         | DVD       | -        |